# Henryk Messing
Henryk Aleksander Messing (ur. 9 września albo 9 listopada 1893 w Choroszczy albo Bystrem, zm. 18 sierpnia 1977 w Saint Lucia) – polski rolnik, działacz społeczny, poseł na Sejm IV kadencji (1935–1938) w II Rzeczypospolitej.

## Życiorys

### Wykształcenie
Uczył się w latach 1909–1911 w prywatnej Trzyklasowej Szkole Handlowej A.A. Jeżewskiego w Warszawie, którą ukończył egzaminem dojrzałości. Studiował 1 semestr w École Libre des Sciences Politiques w Paryżu w roku szkolnym 1913–1914). Przeszedł również przez szkołę podoficerską (wrzesień 1911 – maj 1912), szwadron szkolny przy 12. pułku ułanów armii rosyjskiej (w lipcu 1912 roku zdał egzamin na chorążego rezerwy), kursy gazowe dla oficerów przy sztabie 6. Armii rosyjskiej (w 1917) i kurs obrony przeciwgazowej w Wojsku Polskim w 1933 roku.

### Służba wojskowa
Jako jednoroczny ochotnik służył w 12. Biełgrodskim pułku ułanów (w Bołgradzie, Besarabia) od 1 września 1911 roku. W czasie I wojny światowej został 31 lipca 1911 roku zmobilizowany i został osobistym adiutantem dowódcy XIX Korpusu w stopniu podporucznika ze starszeństwem od 19 lipca 1915 roku), następnie osobistym adiutantem dowódcy 6. Armii od 23 marca 1916 roku, przydzielony do szwadronu ordynansów (kawalerii sztabowej) 30 września 1916 roku. W okresie od 23 kwietnia 1917 roku do 2 kwietnia 1918 roku był dowódcą tego szwadronu, od marca 1918 roku w stopniu porucznika (ze starszeństwem od 19 kwietnia 1915 roku).
W  okresie od lipca 1914 roku do stycznia 1917 roku służył na froncie niemieckim w Królestwie Polskim, ale 11 stycznia 1917 roku został przeniesiony na front rumuński.
W marcu i kwietniu 1918  roku był uczestnikiem prac Komisji Likwidacyjnej przy sztabie 6. Armii.
2 sierpnia 1919 roku został powołany do Wojska Polskiego, 20 sierpnia dostał przydział do kancelarii II wiceministra Spraw Wojskowych, od 21 czerwca 1921 roku służył jako adiutant wiceministra w MSWojsk. w stopniu rotmistrza ze starszeństwem od 1 czerwca 1919 roku. Był również adiutantem Kazimierza Sosnkowskiego.

### Okres międzywojenny
W dwudziestoleciu międzywojennym prowadził gospodarstwo (o powierzchni 799 ha) w Bystrem. pełnił wiele funkcji społecznych, był m.in.: członkiem Rady Gminnej, Rady Powiatowej i Wydziału Powiatowego w Bielsku Podlaskim, prezesem Rady Nadzorczej Spółdzielni „Rolnik” i sekretarzem generalnym Związku Oficerów Rezerwy.
Politycznie był związany z BBWR.
W wyborach parlamentarnych w 1935 roku został wybrany posłem na Sejm IV kadencji (1935–1938) 49 464 głosami z listy BBWR z okręgu nr 41, obejmującego powiaty: ostrowski, wysoko-mazowiecki i bielski. W kadencji tej pracował w komisjach: prawniczej, przemysłowo-handlowej, wojskowej (1937–1938). W styczniu 1936 roku został wybrany do specjalnej komisji do rozważenia sprawy użycia broni przez wartowników cywilnych zatrudnionych w administracji wojskowej i w przedsiębiorstwach wojskowych, a w czerwcu 1938 roku – do specjalnej komisji do spraw aprowizacji.

### II wojna światowa i czas emigracji
Brał udział (wraz z synem Januszem) w kampanii wrześniowej. Następnie przedostał się (również wraz z synem) do Londynu. Po II wojnie światowej pozostał na emigracji – zamieszkał na Saint Lucia.

## Ordery i odznaczenia
- Złoty Krzyż Zasługi (15 marca 1939)
- Order św. Anny III klasy (Imperium Rosyjskie)
- Order św. Stanisława III klasy (Imperium Rosyjskie)[1]

## Życie rodzinne
Był synem Leona, właściciela majątku Bystre, i Bronisławy z Kleinów. Ożenił się z Natalią Bitny-Szlachtą, z którą miał troje dzieci: Janusza Henryka Leona (1917–2010), Henryka Leona i Marię (1920–2012).
Janusz Messing jako cichociemny został zrzucony w Polsce 14 marca 1943 roku w okolicach Tłuszcza. Następnego dnia został aresztowany przez Niemców. Po kilku tygodniach wydobyty z więzienia w Tomaszowie Mazowieckim. Walczył w powstaniu warszawskim. Po wojnie skończył studia w Londynie i wraz z ojcem wyjechali na wyspę Saint Lucia lub na Barbados.
Został pochowany na cmentarzu ewangelicko-augsburskim w Warszawie (aleja A, grób 25).